# Håvard Holmefjord Lorentzen
Håvard Holmefjord Lorentzen (* 2. října 1992 Bergen) je norský rychlobruslař.
Od roku 2008 závodil ve Světovém poháru juniorů, na světových juniorských šampionátech získal v letech 2010, 2011 a 2012 čtyři cenné kovy, včetně zlata ze závodu na 1000 m. Do seriálu Světového poháru nastoupil v roce 2010, roku 2012 debutoval na seniorském Mistrovství světa ve sprintu. Startoval na Zimních olympijských hrách 2014 (500 m – 32. místo, 1000 m – 11. místo, 1500 m – 16. místo, stíhací závod družstev – 5. místo). Nejlepších výsledků zatím dosáhl v sezóně 2016/2017, kdy byl pátý na sprinterském Mistrovství Evropy, na MS na jednotlivých tratích se umístil na páté příčce v závodě na 1000 m a na šesté příčce na poloviční distanci a na MS ve sprintu vybojoval stříbrnou medaili. Zúčastnil se Zimních olympijských her 2018, kde v závodě na 500 m získal zlatou medaili a na dvojnásobné distanci vybojoval stříbro. Na následném Mistrovství světa ve sprintu zvítězil. V sezóně 2017/2018 zvítězil ve Světovém poháru v celkovém hodnocení Grand World Cupu a v celkové klasifikaci týmového sprintu a závodů na 500 m. Na sprinterském ME 2019 získal stříbrnou medaili. Z Mistrovství světa na jednotlivých tratích 2019 si přivezl stříbro ze závodu na 500 m. Na ME 2020 získal stříbrnou medaili v týmovém sprintu a bronz v téže disciplíně vybojoval na Mistrovství světa na jednotlivých tratích 2020. Na ME 2022 obhájil v týmovém sprintu stříbro a ze Zimních olympijských her 2022 si ze závodu na 1000 m přivezl bronzovou medaili, na poloviční distanci byl patnáctý. Krátce poté vybojoval stříbro ve sprinterském víceboji na světovém šampionátu 2022 a na stejné akci zvítězil v týmovém sprintu.
V roce 2018 získal cenu Oscara Mathisena.